# Burschenschaft
Burschenschaft (niem.) – stowarzyszenie studentów niemieckich o charakterze samokształceniowym i politycznym.

## Historia
Nazwa Burschenschaft wywodzi się od bursy, która była na wczesnych uniwersytetach rodzajem internatu, w którym odbywały się także wykłady. Pierwsze Burschenschafty wywodzą się z wcześniej istniejących studenckich korpusów (niem. Corps) i ukształtowały się na fali idei wolnościowo-narodowej. Przy czym korpusy studenckie kontynuowały swoją działalność dalej, dystansując się od działalności burschenschaftów.
Pierwszy związek powstał w 1815 roku w Jenie. Ogólnoniemiecki Związek Burszenszaftów proklamowano 18 października 1817 roku na zamku Wartburg, gdzie uchwalono program, przyjęto hasło Honor, Wolność, Ojczyzna oraz barwy czarno-czerwono-złote. W 1819 roku, w wyniku postanowień karlsbadzkich, rozwiązano Burschenszaft, który odtąd działał półlegalnie i w konspiracji, a jego członkowie brali udział w powstaniu frankfurckim w 1831 roku i Wiośnie Ludów w 1848 roku.

## Działalność
Część burschenschaftów jest niezależna, lecz większość z nich skupia się głównie wokół dwóch związków korporacji:
- Deutsche Burschenschaft (DB)
- Neue Deutsche Burschenschaft (Neue DB)

Wiele burschenschaftów niemieckich i austriackich skupionych wokół „DB” nie akceptuje granicy Niemiec na Odrze i Nysie. Bliska jest im idea „wielkich Niemiec” – „Grossdeutschland” obejmujących dzisiejsze granice Austrii i obwodu królewieckiego oraz części Czech, Polski, Litwy, Łotwy, Estonii, Włoch, Słowenii, Francji, Rumunii i Węgier. Ideowość burschenschaftów wokół „DB” cechuje się krytyczną postawą wobec demokracji jako rządów mas i wobec odnarodowienia państw narodowych.
Burschenschafty niezgadzające się z tymi poglądami wystąpiły z „DB” i założyły w 1996 roku „NeueDB” – związek zdecydowanie odcinający się od radykalnych poglądów politycznych.
Członkowie (Burschenschafter) w gwarze korporacji akademickich, np.: typu Corps, nazywani są Buxami.
Obecna flaga Niemiec (czarny, czerwony, złoty) narodziła się podczas Hambacher Fest w 1832 roku. Jest ona również do dziś oficjalną flagą burschenschaftów.